# Famille Dunszt
La famille de Dunszt,, (anciennement Dunst) est une famille souabe d'origine allemande, issue de Stuttgart, dont les activités ont profondément marqué l’histoire de l’hôtellerie et de la restauration en Hongrie, notamment dans la ville de Kecskemét. Le fondateur de la dynastie est Ferenc Dunszt,. Dès le XIXe siècle, la famille s’est imposée comme l’une des plus influentes dynasties de l’hospitalité dans la région.
Si la majorité de ses membres se sont illustrés dans le secteur de la restauration et de l’hôtellerie, la famille Dunszt est également active dans d’autres domaines, notamment la finance, l’immobilier et l’industrie agroalimentaire. Plusieurs branches de la famille se sont développées en Hongrie, en Allemagne, en Autriche, en Slovaquie, ainsi qu’aux États-Unis. Aujourd’hui, les membres de la branche hongroise résident principalement à Kecskemét, Budaörs, Nagykovácsi et Budapest.

## Histoire
L’histoire de la famille est étroitement liée au développement du secteur de l’hôtellerie à Kecskemét. Le patriarche, Ferenc Dunszt, s’installe dans la ville en 1850, où il commence son activité par la vente de vin. À la fin des années 1850, il signe un contrat avec l’administration municipale pour exploiter un débit de vin officiel. En 1871, il obtient la citoyenneté de la ville. Dès les années 1860, il ouvre sa propre auberge, posant ainsi les fondations des traditions hôtelières de la famille.
Son fils, József Dunszt, commence sa vie professionnelle comme apprenti boucher, avant d’entamer des études dans le domaine de l’hôtellerie. Il commence sa carrière au bain thermal de Lipik, puis devient intendant du domaine Bolváry à Zlatno, avant de revenir à Kecskemét. De retour dans sa ville natale, il prend d’abord la direction du restaurant du parc (Sétatéri vendéglő), puis acquiert l’immeuble où son père tenait autrefois une auberge, qu’il transforme en un hôtel prestigieux sous le nom de Hôtel Royal.
Parmi les quatorze enfants de József, plusieurs embrassent eux aussi une carrière dans le secteur hôtelier, notamment Adorján et Gyula, qui prennent la direction de l’Hôtel Royal après le décès de leur père.
Au début du XXe siècle, la famille Dunszt devient l’une des dynasties les plus réputées et influentes de Kecskemét, jouant un rôle majeur dans la vie gastronomique de la ville pendant plusieurs générations.